# Генріх Гайгль
Генріх Георг Гайгль (нім. Heinrich Georg Geigl; 10 липня 1891, Бад-Аббах, Німецька імперія — 4 квітня 1918, Амель, Франція) — німецький льотчик-ас, лейтенант Баварської армії.

## Біографія
До вступу в армію вивчав філософію і працював учителем у початковій школі. Після проходження льотної підготовки був направлений у 60-ту бойову ескадру, потім — в 36-ту винищувальну ескадрилью. 26 лютого 1917 року переведений в 34-ту винищувальну ескадрилью. 17 серпня 1917 року прийняв командування над баварською 16-ю винищувальною ескадрильєю. 20 серпня 1917 року отримав кульове поранення під час польоту над французькими окопами. Після лікування повернувся на посаду командира 16-ї винищувальної ескадрильї.
Загинув під час бою над Варфюзее, зіткнувшись із Sopwith Camel D6552 2-го лейтенанта 65-ї ескадрильї Дж. Кеннеді. Похований на цвинтарі Фрікур в Соммі.
Всього за час бойових дій здобув 13 перемог, ще одна залишилась непідтвердженою.

## Нагороди
- Залізний хрест 2-го і 1-го класу
- Нагрудний знак військового пілота (Баварія)
- Королівський орден дому Гогенцоллернів, лицарський хрест з мечами (3 вересня 1918, посмертно)